# Paola Torres Núñez del Prado
Paola Torres Núñez del Prado (Lima, 12 de diciembre de 1979) es una artista peruana que vive y trabaja en Estocolmo (Suecia). Realiza sus obras artísticas con medios interactivos, digitales y textiles. Su trabajo examina nociones vinculadas con la hermenéutica como la interpretación, la traducción y la tergiversación. Ha expuesto en Cusco y Lima (Perú), Brasil, Nueva York y Nuevo México (EE. UU.), Italia, entre otros países. Fue ganadora del premio Vivo arte.mov en Brasil, ha recibido una mención honrosa en Ars Electronica, ha sido residente en el programa Artists + Machine Intelligence de Google Arts and Culture, y ha recibido el kulturstipendium de la Ciudad de Estocolmo.

## Formación
Realizó estudios de Licenciatura en Pintura en la Pontificia Universidad Católica del Perú (1998-2002). Tres años después, en 2005, estudió en el Hunter College - The City University of New York (Estados Unidos), en donde obtuvo un Bachelor of Arts, Studio Art. Luego, en 2006, se formó un año en Estudios Teóricos en Psicoanálisis en la PUCP. Ocho años después, en enero del 2014, culminó un Master of Fine Arts - Instituto Real de Arte en Estocolmo (Suecia) y en 2018 terminó su Maestría en Diseño de Sistemas Interactivos - Universidad Sodertorn. En la actualidad cursa un PhD en Stockholm School of the Arts.

## Análisis de obra
Sus obras tienen influencia en el arte conceptual y se materializa mediante la referencia a tejidos tradicionales de pueblos originarios en Perú, los cuales modifica simbolizando la intervención colonial sobre ellos. Paola Torres hace uso de medios analógicos y digitales, a fin de construir un discurso crítico acerca de la necesidad de interpretar y/o decodificar las obras de arte.
La artista explora los límites y conexiones entre lo táctil, lo visual y lo sonoro relacionado con la voz humana, con la naturaleza y con los sonidos sintéticos cuya escucha suele considerarse menos armoniosa, como los ruidos de máquina o de aparatos digitales. Uno de los objetivos de sus obras es cuestionar la hegemonía cultural en la historia de la Tecnología y las Artes.
Su obra se encuentra en colecciones como la del Malmö Konstmuseum y el Consejo de Arte estatal de Suecia. Paola ha realizado exposiciones de manera individual en países como Suecia, Perú y Brasil, y también de manera colectiva en Francia, Noruega, Reino Unido, Italia, México, Luxemburgo, Estados Unidos y más.

## Exposiciones individuales

### Muestras visuales
- Symbios - Tegen2, Estocolmo, Suecia, 2022

- (Re)apropiadas - SOCORRO polivalente, Lima, Perú, 2019

- (Re)Sonar - SOCORRO polivalente, Lima, Perú, 2016

- Pattern / Antipattern - Candyland, Estocolmo, Suecia, 2016

- Patrones perennes, matrices líquidas - Alianza Francesa de Lima, Perú, 2015[4]

- Ventanas discretas - Palacio Qorikancha - Cuzco, Perú, 2015

- Desultorium - Mejan Gallery, Estocolmo, Suecia, 2014

- Kanobo: Los trazos del canto - Belem, Brasil, 2013

- Textial - Instalación Audiovisual Interactiva en Mejan Gallery, Estocolmo, Suecia, 2012

- Intrusiva - Universidad Nacional de Ingeniería, 2008

### Performances
- Khipumancy (con Patricia Cadavid), Ars Electronica Sound Campus, 2021
- Keep your head down and walk! (wearable) – Sonic Maps: Overlapping Cities. Invitada por el Hemispheric Institute, NYU. Manhattan, Nueva York, EE. UU., octubre de 2014.
- Rayku - Moderna Museet - Estocolmo, Suecia, 2013
- Digital Action Painting - Museo de Arte Moderno - Estocolmo, Suecia, 2012[5]

### Curaduría
- Glitcha! - Nueva York, EE. UU., 2015[6]
- Metatribal Mystics, Galería Mejan, 2013
- Dizzy Kinetics, gira 2009